# Sialis fumosa
Sialis fumosa là một loài côn trùng trong họ Sialidae thuộc bộ Megaloptera. Loài này được Navás miêu tả năm 1915.